# Jimmy T. Murakami
Teruaki Murakami detto Jimmy e spesso accreditato come Jimmy T. Murakami (村上輝明?, Murakami Teruaki; San Jose, 5 giugno 1933 – Dublino, 16 febbraio 2014) è stato un animatore e regista statunitense naturalizzato irlandese.

## Biografia
Teruaki Murakami nacque il 5 giugno 1933 a San Jose, in California, da genitori giapponesi. All'età di nove anni, fu internato con la sua famiglia al Tule Lake War Relocation Center, un campo di concentramento nella California settentrionale. Dopo la fine della Seconda guerra mondiale, la sua famiglia si stabilì a Los Angeles, dove il giovane Murakami frequentò il Chouinard Art Institute.
Nel 1955 entrò come animatore all'UPA di Burbank, dove lavorò al Boing Boing Show.
Dopo un breve periodo alla Toei Animation a Tokyo, Murakami lavorò al BBC Television Centre di Londra nel 1960. Nel 1965 fece ritorno a Los Angeles, dove fondò con Fred Wolf la Murakami Wolf Productions.  Murakami emigrò poi nel 1971 in Irlanda, dove fondò la Quarteru Films e, ancora con Fred Wolf, la Murakami Wolf Dublin che produsse alcuni episodi della serie animata Tartarughe Ninja alla riscossa.
Tra i lavori per cui viene maggiormente ricordato vi sono la supervisione del cortometraggio Il pupazzo di neve, la regia del lungometraggio Quando soffia il vento, entrambi tratti da opere dell'illustratore inglese Raymond Briggs, e la regia di Christmas Carol: The Movie, tratto dal celebre racconto di Charles Dickens. Diresse anche il live action I magnifici sette nello spazio, prodotto da Roger Corman.
Nel 2010 gli fu dedicato un documentario, diretto dal regista irlandese Sé Merry Doyle e prodotto da Martina Durac e Vanessa Gildea della Loopline Films, intitolato Jimmy Murakami - Non Alien, che fu proiettato a Dublino all'edizione del 2010 dello Stranger than Fiction Film Festival promosso dall'Irish Film Institute.
Morì a Dublino il 16 febbraio 2014, all'età di ottant'anni.

## Filmografia

### Regista

#### Lungometraggi
- Charley (1965) - film TV
- The Mad Magazine TV Special - film TV (1974)
- Monster - Esseri ignoti dai profondi abissi (Humanoids from the Deep) - non accreditato, co-diretto con Barbara Peeters (1980)
- I magnifici sette nello spazio (Battle Beyond the Stars) (1980)
- Quando soffia il vento (When the Wind Blows) (1986)
- L'Opéra Imaginaire - mediometraggio, segmento Pêcheurs de Perles (1993)
- Christmas Carol: The Movie (2001)

#### Cortometraggi
- The Insects (1961)
- The Top (1964)
- George... the People (1967)
- Breath (1967)
- The Good Friend (1969)
- Passing (1975)
- Death of a Bullet (1980)
- Il pupazzo di neve (1982)
- Dream Express (1990)
- Het lustige kapoentje (1992)
- Oi! Get Off Our Train (1998)
- Sandpiper (2008)

### Animatore
- The Violinist - cortometraggio (1959)
- Clerow Wilson and the Miracle of P.S. 14 - film TV (1972)
- The Naked Ape (1973)
- Free to Be... You and Me - film TV (1974)
- Heavy Metal (1981)
- Le cronache di Narnia (The Chronicles of Narnia) (1988) - 2 episodi della serie TV
- Un passo dopo l'altro sulle strade di Gesù (1995-1997) - 13 episodi serie TV
- Oi! Get Off Our Train (1998)

### Produttore
- The Box - cortometraggio (1967)
- Breath - cortometraggio (1967)
- The Magic Pear Tree - cortometraggio (1968)
- The Good Friend - cortometraggio (1969)
- The Point (1971) - non accreditato
- Tartarughe Ninja alla riscossa (Teenage Mutant Ninja Turtles) - 6 episodi della serie TV (1989)
- Het lustige kapoentje - cortometraggio (1992)

## Riconoscimenti
Il cortometraggio Breath vinse nel 1967 il Grand Prix al Festival internazionale del film d'animazione di Annecy.
Il cortometraggio The Magic Pear Tree ottenne la candidatura all'Oscar al miglior cortometraggio d'animazione nel 1969.